# فلم الدببة الثلاثة
فيلم الدببة الثلاثة (بالإنجليزية We Bare Bears: The movie) هو فيلم كوميدي أمريكي للرسوم المتحركة لعام 2020 يعتمد على المسلسل التلفزيوني لكرتون نتوورك الذي يحمل نفس الاسم. من إنتاج كرتون نتوورك ستوديوز، تم إصداره على منصات المسرح الرقمي في أمريكا الشمالية بواسطة كرتون نتوورك في 30 يونيو 2020. من إخراج صانع المسلسلات دانيال تشونغ من قصة ميكي هيلر وكريس موكاي، الفيلم من بطولة أصوات إريك إدلشتاين، بوبي موينيهان، وديميتري مارتن، مثل الدببة الثلاثة الفخارية، جريز، باندا، ودب الجليد؛ انضم إليه مارك إيفان جاكسون في دور الوكيل تراوت وكيث فيرجسون في دور الضابط مورفي. هذا الفيلم بمثابة النهاية لمسلسل الدببة الثلاثة. في رغبتهم في أن يتم قبولهم في المجتمع، قام الإخوة الدببة الثلاثة، جريز وباندا وأيس بير، عن غير قصد، بإحداث فوضى في جميع أنحاء منطقة خليج سان فرانسيسكو، مما أثار حشودًا من الغوغاء من سكانها. في محاولة لإخراجهم من المجتمع، يسعى وكيل مراقبة الحياة البرية تروت بلا هوادة إلى فصل الإخوة، الذين يهربون بدورهم من منطقة باي ويلجأون إلى كندا. على طول الطريق، يتحمل الدببة المصاعب بينما يظلون أوفياء لوعدهم بأن يكونوا «إخوان مدى الحياة».
الفيلم عبارة عن قصة رمزية لما تشعر به عندما تكون أقلية في أمريكا، يستكشف موضوعات القبول، والانفصال الأسري، والتمييز العنصري، والتي كانت أكثر قتامة من الموضوعات المرحة ولكن المتشابهة التي كان عليها تشونغ، وهو عضو في الأقلية الأمريكية الآسيوية، استكشفت في المسلسل التلفزيوني. تم عرض الفيلم على شاشة كرتون نتورك في 7 سبتمبر 2020. عند صدوره، حصل الفيلم على استجابة إيجابية من نقاد الفيلم، الذين أشادوا بتقديم الفيلم ذي الصلة لموضوعاته. بعد اختتام المسلسل والفيلم، تم إصدار مسلسل تلفزيوني عرضي بعنوان نحن الدببة الصغار، والذي يتتبع الدببة كأشبال، وصدر في 1 يناير 2022.

## القصة
في ~الفلاش باك~ ، يلتقي شهاب وباندا وقطبي مع بعضهم البعض لأول مرة عندما كانو صغارا على مسار القطار. ومع اقتراب القطار، يحاول الثلاثة تجاوزه. في الوقت الحاضر، استيقظ شهاب وباندا وقطبي وتذكر أن اليوم هو افتتاح شاحنة طعام بوتين جديدة. في طريقهم إلى هناك، يتسببون في تخريب وإزعاج لمختلف الأشخاص في سان فرانسيسكو، الذين يتشكون من عادة الدببة في تدمير كل شيء. يكتشف الضابط الودود مورفي أن مجلدات «شكاوي الدب»، لم يجد أي سبب لمعاقبتها. إدراكًا لحجم المشاكل التي يسببونها، والغضب من حصول الكوالا الشهير نام نام على بوتين خاص، قرر الدببة أن يصبحوا نجومًا فيروسيًا (على الرغم من فشلهم في الماضي). يربطون نظام كمبيوتر كامل في منزلهم ينشرون تصرفاتهم الغريبة إلى الجميع في المدينة. يجد الجميع أن ذلك ممتع، في الغالب لأنهم يكررون الميمات القديمة، لكن الجميع ينزعجون مجددا بسرعة مرة أخرى عندما يتسبب الدببة في انقطاع التيار الكهربائي بشكل كبير.
يرفض مورفي فرض عقوبة شديدة، فدخل إلى القاعة رجل يدعي العميل تراوت، وهو أحد المحافظين على الطبيعة، معلنا أن الحيوانات البرية، بشكل عام، في الأماكن العامة ليست طبيعية وأن الدببة بحاجة إلى فصلها وإعادتها لبلدانها الطبيعية فيوافق الجمهور. وتم اعتقال الدببة في عربة شرطة. يعارض أصدقاء الدببة الأوفياء، كلوي، داريل، تايبس ولوسي حكم العميل تراوت على الدببة، تشارلي، وبقية حيوانات الغابة تختطف عربة الشرطة وتتجه إلى ضواحي الغابة. بعد ان غيروا شكلها المستوحى من شاحنة بوتين، يقترح شهاب بأن يهربوا إلى كندا لأنهم يحبون الدببة هناك. يرفض باندا الفكرة في البداية، لكنه يغير رأيه عندما يدرك أنه لا يريد البقاء مع تشارلي ويشقون طريقهم إلى كندا.
بعد التفوق على عملاء تراوت في محطة تفتيش، يدخل الدببة في جدال حول الطريق الذي يجب أن يسلكوه وينتهي بهم الأمر بالخروج من الطريق وسقوطهم في هاوية. يصطدمون بشاحنتهم بالقرب من حقل ذرة ويكتشفون احتفالا مليء بالحيوانات المشهورة على الإنترنت مثل نام نام. تدعوهم البقرة الدرامية للحفل، وفي الأخير تفاجأ الحيوانت عندما يعلمون أن الدببة ليسوا نجوم الإنترنت مثلهم في أن الحفل كان خاصا فقط بالمشاهير من الحيوانات. يشرح الدببة وضعهم بشكل مؤثر فتتعاطف الحيوانات معهم وتسمح لهم بالبقاء. ومع ذلك، يخبر أحد المشاهير (بيتزا رات أو فأر البيتزا) تراوت بموقعهم ليزداد عدد متابعيه. تعطّل الحيوانات العملاء بينما تقود البقرة الدرامية الدببة للشاحنة التي تم اصلاحها من قبل مجموعة الراكون لإصلاح السيارات. فيُطارد تراوت ورجاله الدببة، لكنهم تمكنوا من الفرار أخيرا، على الرغم من تدمير الشاحنة مرة أخرى.
تصل الدببة إلى الحدود الكندية، لكنهم يكتشفون أنهم لا يستطيعون الدخول لعدم امتلاكهم أي جوازات سفر. غاضبون ومحبطون، يتصارع الدببة مع بعضهم البعض فيصل تراوت ورجاله ويقبضون عليهم بكل سهولة. يعلن تراوت عن خطته لإرسال باندا إلى الصين وقطبي إلى القطب الشمالي، على التوالي، بينما يتم وضع شهاب في زنزانة دببة مع دببة أخرى غير ناطقة. بعد محادثة خيالية مع نفسه الأصغر، يتذكر شهابأنه قدم وعدًا في اليوم الذي التقى فيه بباندا وقطبي. أنهم سيكونون «إخوة إلى الأبد». يخرق شهاب أعمدة حديد الزنزانة غاضبا ويطلق الدببة الأخرى حيث يشرعون في تحرير باندا وقطبي.
يندلع حريق بسبب سياج كهربائي، يصل الضابط ميرفي بواسطة هليكوبتر لإنقاذهم. فتقرر الدببة صنع أكبر تكدس من الدببة كما يشاهدها مراسلو الأخبار والمتفرجون. يستخدم تراوت الدببة للهروب إلى المروحية، لكن مورفي يعتقله وتنجح جميع الدببة في الهروب. بعد ذلك، يُنظر إلى الدببة على أنها أبطال، ويتم احتجاز تراوت، ويعلن مورفي عن نيته في ترك الدببة بأميركا. يسمح ميرفي لجميع الدببة الأخرى بالحياة في سان فرانسيسكو حيث يبدأ الجميع في تقدير وجودهم وتبنيهم في مجتمعهم. وخلال الاعتمادات، يصل المزيد من الدببة إلى سان فرانسيسكو مع العديد منهم يتبنون سلوكًا إنسانيًا مشابهًا لـ شهاب وباندا وقطبي بينما يبدأ البشر في تبني العديد من سلوكات الدببة مثل تكدسهم الثلاثي الشهير.

## إنتاج
تم الإعلان عن الفيلم لأول مرة بواسطة كرتون نتورك في 30 مايو 2019 مباشرة بعد اختتام الموسم الرابع من المسلسل إلى جانب سلسلة عرضية بدون عنوان تركز على الدببة عندما كانوا صغار، تم عرض معاينة مسبقة للفيلم خلال SF Sketchfest 2020 وفي 21 مايو 2020 تم تقديم المقطع الدعائي للفيلم بما في ذلك تاريخ إصداره الرسمي من قبل ممثلي الصوت الرئيسيين في السلسلة، إريك إدلشتاين، بوبي موينيهان وديمتري مارتن من خلال زوم لاتصالات الفيديو وتم إصدار المقطع الدعائي لاحقًا عبر الإنترنت

## روابط خارجية
- فلم الدببة الثلاثة على موقع IMDb (الإنجليزية)
- فلم الدببة الثلاثة على موقع روتن توميتوز (الإنجليزية)
- فلم الدببة الثلاثة على موقع قاعدة بيانات الفيلم (الإنجليزية)
- فلم الدببة الثلاثة على موقع ليتربوكسد (الإنجليزية)
- فلم الدببة الثلاثة على موقع كينوبويسك (الروسية)